# Каїн

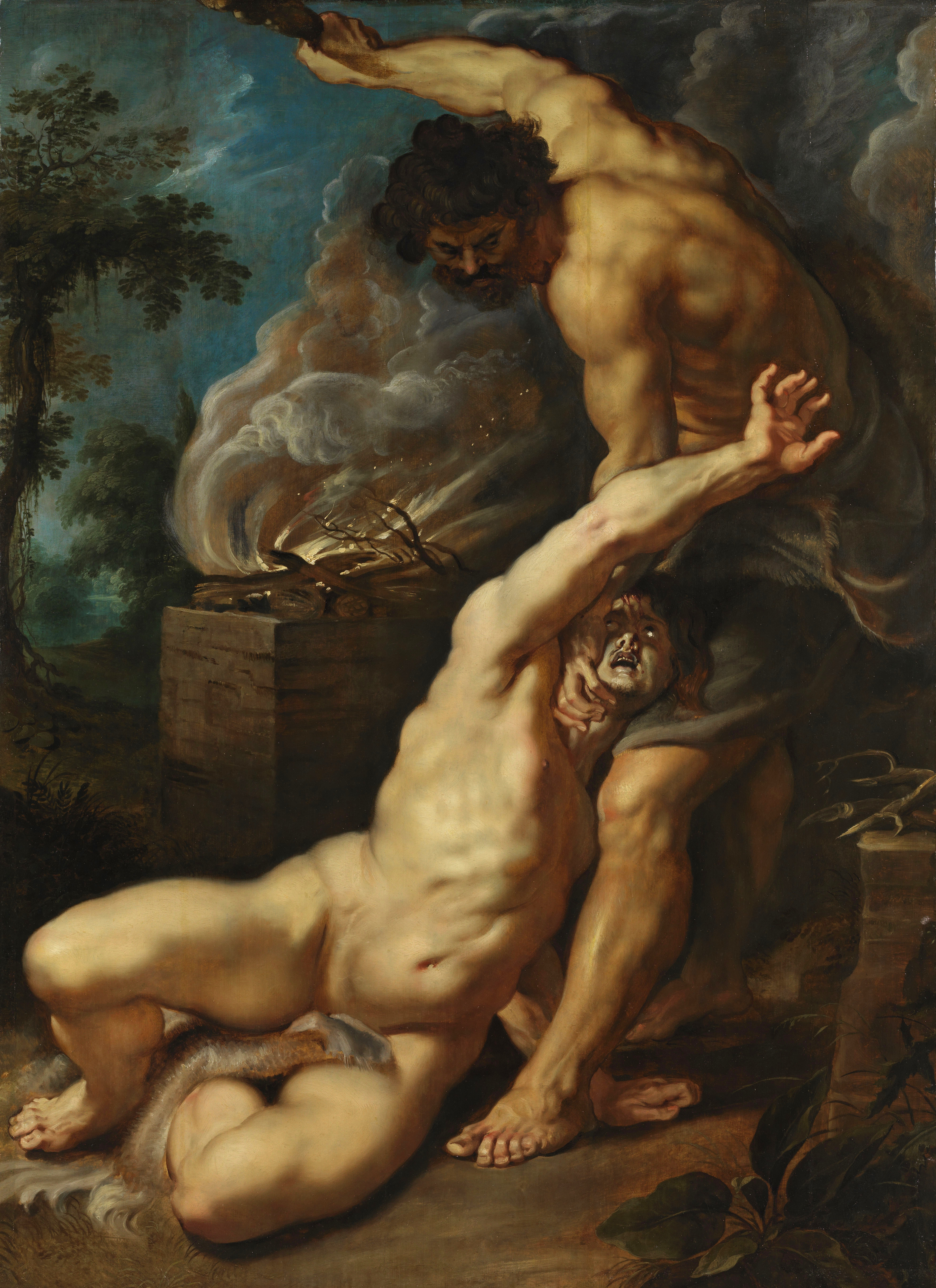
Каїн вбиває Авеля (Рубенс, 1600)

Ка́їн (івр. קין, дав.-гр. Κάιν, лат. Cain) — у Старому Заповіті син першої людської пари Адама і Єви. Рідний брат Авеля, якого убив із заздрощів.. Переносно — братовбивця.

## Міфологія
У західносемітській міфології культурний герой, пращур ханаанеїв (а за деякими версіями — і людей взагалі). Філон Біблський називає Каїна також Фойником — пращуром фінікійців. Псевдо-Аполлодор, щоправда, іменує пращура фінікійців Агенором, втім чимало дослідників і Агенора ототожнюють з Каїном.
Каїна вшановували і як першого землероба, і як першого ремісника, винахідника ковальської справи. Останнє зближує його з грецьким Гефестом, а також дозволяє пов'язати Каїна з божеством підземного вогню Хною.
Каїну, або ж його синам приписували й заснування перших міст, зокрема Сідона.
Опонентом Каїна виступав його брат Авель — засновник скотарства. Вирішальній двобій (місцем якого називали гору Касьюн біля Дамаска) між братами завершився загибеллю Авеля та перемогою Каїна.
Можливо, Авель був богом або ж легендарним героєм семітів-скотарів — амореїв, євреїв, арабів. З огляду на це в їхній міфології історія двобою набула цілком протилежного змісту. У Біблії «ханаанський» Каїн «роздвоївся» — під іменем Кенаана (Ханаана), сина Хама, він виступає пращуром ханаанеїв, а під іменем Каїна, першого сина Адама, — вбивцею Авеля. Причиною вбивства при цьому називаються заздрощі Каїна, оскільки жертви, принесені Авелем, була прийняті Богом прихильніше. Під впливом Біблії ім'я «Каїн» стало називним для злої, заздрісної людини, яка здатна на підлість і навіть вбивство найрідніших людей. Звідси й походить і поширена етимологія імені, що пов'язує його з гебрейським словом «кіна» — заздрість.

## Потомство Каїна

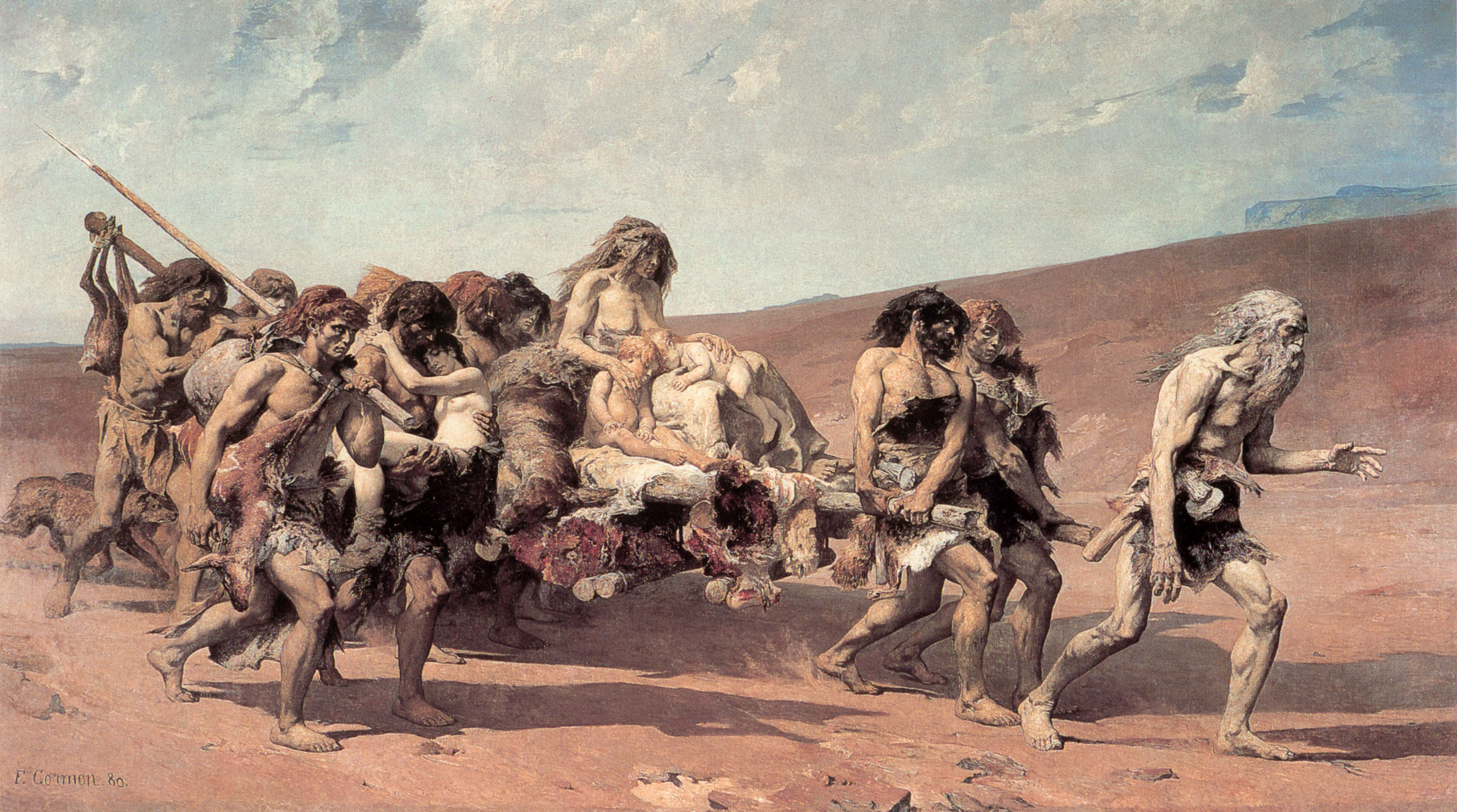
Каїн тікає від Божого прокляття

Згідно з Біблією, Каїн, вбивши брата Авеля, пішов у землю Нод. Там у нього народився син Єнох, а у того в свою чергу Ірад. Від Ірада народився Мехіаель, за ним Мафусаїл, а від Мафусаїла Ламех.
У Ламеха було 2 дружини. Перша Ада, від якої народилися Явал та Ювал. Друга — Цілла, від якої народився син Тувалкаїн та дочка Ноема.

## Тексти з книги Буття
Буття 4

1 І пізнав Адам Єву, жінку свою, і вона завагітніла, і породила Каїна, і сказала: Набула чоловіка від Господа.

2 А далі вона породила брата йому Авеля. І був Авель пастух отари, а Каїн був рільник.

3 І сталось по деякім часі, і приніс Каїн Богові жертву від плоду землі.

4 А Авель, він також приніс від своїх перворідних з отари та від їхнього лою. І зглянувся Господь на Авеля й на жертву його,

5 а на Каїна й на жертву його не зглянувся. І сильно розгнівався Каїн, і обличчя його похилилось.

6 І сказав Господь Каїнові: Чого ти розгнівався, і чого похилилось обличчя твоє?

7 Отож, коли ти добре робитимеш, то підіймеш обличчя своє, а коли недобре, то в дверях гріх підстерігає. І до тебе його пожадання, а ти мусиш над ним панувати.

8 І говорив Каїн до Авеля, брата свого. І сталось, як були вони в полі, повстав Каїн на Авеля, брата свого, і вбив його.

9 І сказав Господь Каїнові: Де Авель, твій брат? А той відказав: Не знаю. Чи я сторож брата свого?

10 І сказав Господь: Що ти зробив? Голос крові брата твого взиває до Мене з землі.

11 А тепер ти проклятий від землі, що розкрила уста свої, щоб прийняти кров твого брата з твоєї руки.

12 Коли будеш ти порати землю, вона більше не дасть тобі сили своєї. Мандрівником та заволокою будеш ти на землі.

## У художній літературі
- Джордж Гордон Байрон. П'єса «Каїн».
- Іван Франко. Поема «Смерть Каїна».
- Шарль Бодлер. Поезія «Авель і Каїн».
- Іван Огієнко. Містерія «Авель і Каїн».
- Віктор Гребенюк. Трагедія «Пророцтво Адама», глава поетичного епосу «Діяння небожителів».

### Статті
- Винников И. Н., Социальная сущность сказания о первом братоубийстве // Палестинский сборник, в. 25(88), Лениград, 1974.
- Brock-Utne A., Die religionshistorischen Voraussetzungen der Kain-Abel-Geschichte // Zeitschrift für die Alttestamentliche Wissenschaft, 1936, Bd 54.
- Goldberg A., Kain: Sohn des Menschen oder Sohn der Schlange // Judaica, 1969, № 25.
- Dietrich W., Wo ist dein Bruder Abel // Beiträge zur Alttestamentlichen Theologie, Gött., 1977

### Довідники
- Арістова, А. В. Каїн // Велика українська енциклопедія. URL: https://vue.gov.ua/Каїн
- Папазян, А. А. Каин // Мифы народов мира. Москва, 1980.
- Reilly, W. Cain [Архівовано 17 Листопада 2019 у Wayback Machine.] // The Catholic Encyclopedia. Vol. 3. New York: Robert Appleton Company, 1908.